# Spreekstalmeester

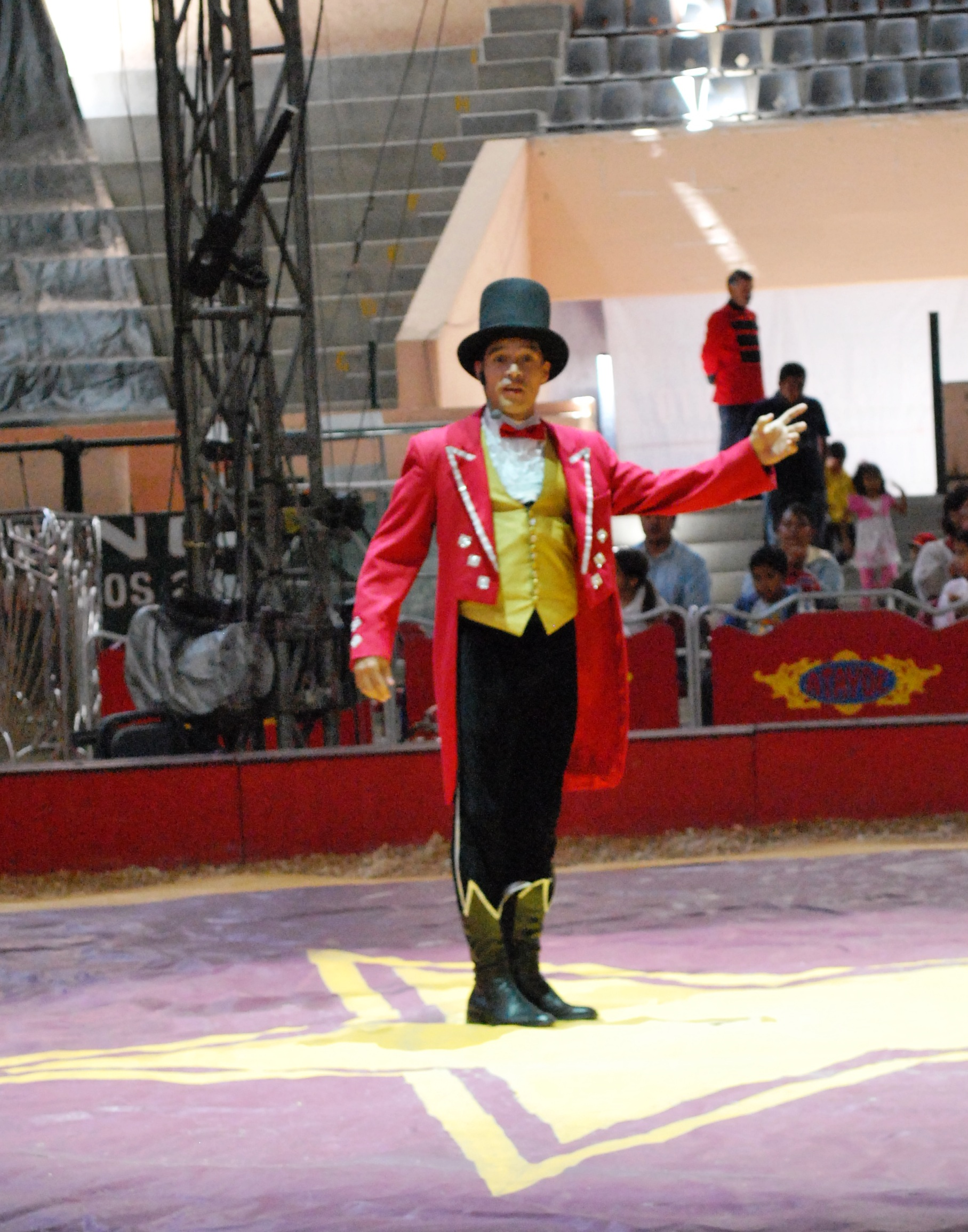
Spreekstalmeester

Een spreekstalmeester is de ceremoniemeester in een circus. Hij kondigt de artiesten aan, zoals acrobaten, clowns en dompteurs. Vroeger was het iemand, zoals uit de benaming blijkt, die ook het toezicht op de stallen had.
Zijn redes begint hij over het algemeen met: "Hooggeëerd publiek!".
Veelvoorkomende kledij is een jacquet met gouden kwasten en knopen. Ook draagt hij daarbij een zwarte hoge hoed en veelal heeft hij een (al dan niet opgeplakte) krul/hangsnor en een zware brulstem.
Welbekende spreekstalmeesters zijn Peter van Lindonk, André du Lord en Robert Ronday (Nederlands voormalig circus Herman Renz).
Tegenwoordig heeft men het ook over een presentator in algemene zin als men het over een spreekstalmeester heeft. 

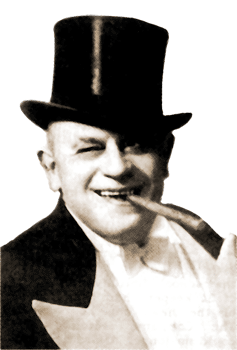
George Claude Lockhart (1885-1979), die werkte bij het Belle Vue-circus in Manchester, was de eerste spreekstalmeester met de traditionele pandjesjas en zwarte hoge hoed.